# ワンチャック駅
ワンチャック駅  (スペイン語: Estación Wánchaq) はペルー国鉄が運営するペルー南部鉄道の駅。豪華列車・チチカカトレインの始発駅でもある。終点・プーノまでは385kmあり、10時間以上を要する。クスコの中心にある。5月から12月はこの駅から観光列車が2本出発する。